# Juhani (Star Wars)
Juhani es un personaje ficticio que aparece en el videojuego de rol de acción de BioWare de 2003, Star Wars: Knights of the Old Republic. Dentro de la serie, Juhani es una caballera Jedi que es miembro de la especie felina cathar. Inicialmente aparece como una enemiga, pero se une al protagonista Darth Revan si se salva y se le ofrece la oportunidad de redimirse. Si el personaje elegido por el jugador es mujer, Juhani desarrolla sentimientos románticos por ella y el jugador puede entablar un romance. Juhani se destaca como el primer personaje LGBT en la franquicia de medios de Star Wars, específicamente una lesbiana, así como el primer personaje LGBT de BioWare. Su voz es aportada por Courtenay Taylor.
Juhani es en general bien recibida. Se la ha llamado uno de los mejores personajes LGBTQ en los videojuegos y un ejemplo temprano de representación LGBT positiva en los videojuegos.

## Desarrollo
El personaje originalmente se llamaba Bastila durante el desarrollo inicial de Knights of the Old Republic, hasta que ese nombre fue reasignado al personaje principal del juego, Bastila Shan. La actriz de voz de Juhani, Courtenay Taylor, señaló que el personaje "tenía esta atracción de la luz y la oscuridad, del bien y del mal", y dijo que se siente atraída por interpretar personajes que tienen ese tipo de conflicto interno.
Juhani es el primer personaje creado y escrito como LGBT en la franquicia Star Wars, así como el primer personaje lésbico de la franquicia. Los personajes femeninos tienen la opción de tener un romance con Juhani; ella desarrolla sentimientos románticos que el jugador puede optar por corresponder o desalentar. Una parte del contenido relacionado con su arco romántico fue eliminado del juego antes del lanzamiento, aunque los archivos de diálogo no utilizados todavía existen en el juego.
En el lanzamiento inicial del juego, un error permitió al personaje expresar una línea de diálogo romántico tanto para personajes masculinos como femeninos, lo que llevó a los jugadores, así como a la entrada oficial del banco de datos para el personaje, identificándola inicialmente como bisexual. BioWare lanzó más tarde un parche que corrigió el arco romántico de Juhani y lo restringió solo para personajes femeninos.

### Personaje
Juhani es miembro de la especie cathar, conocida por su coraje en la batalla, su feroz lealtad y su temperamento irascible. Ella es originaria de Taris, pero en algún momento se fue para convertirse en jedi. Su diálogo en el juego destaca la desigualdad y la discriminación que enfrentan los personajes de origen étnicamente diverso o en desventaja financiera en el Universo Star Wars. Esto se debe a sus antecedentes como individuo de estatus socioeconómico más bajo en Taris, ya que muchos de sus conciudadanos enfrentan una pobreza aplastante, impuestos del gobierno corrupto, extorsión de criminales locales y, si no son humanos, intolerancia y odio por parte de los ciudadanos más ricos y humanos. Se caracteriza por estar encerrada en una lucha constante por encontrar un equilibrio entre sus instintos y su entrenamiento, lo que le dificulta seguir las enseñanzas jedi sin una disciplina estricta. Se la representa como una perfeccionista que no acepta fácilmente el fracaso en sí misma o en los demás, que se dedica plenamente al Código Jedi y está decidida a dominar tanto sus emociones volátiles como su habilidad en la Fuerza. Ella es capaz de camuflarse y ocultarse con el poder de la fuerza con un talento innato único.

## Apariciones

### EnCaballeros de la Antigua República
Juhani aparece por primera vez en el videojuego de rol de 2003 Star Wars: Knights of the Old Republic. Como parte de su historia de origen, Juhani golpeó accidentalmente a su maestro Quatra durante un duelo de entrenamiento con sable de luz después de que ella perdió el control de su ira. Llena de miedo y culpa ante la aparente desaparición de Quatra, quien había fingido la muerte para poner a prueba a Juhani pero subestimó la intensidad de sus instintos, cayó al lado oscuro y huyó; ella creía que después de lo que hizo el Consejo Jedi no la aceptaría y que el lado oscuro tenía mayor poder. Se recluye en una arboleda en el planeta Dantooine, donde su agitación emocional interna crea una perturbación en la Fuerza, agitando la vida silvestre cercana y arrojando un manto sombrío en el área circundante. El destino de Juhani depende de la elección del jugador como Revan durante su encuentro inicial donde Juhani inicia el ataque. Si Juhani se salva, intentará expiar su momentáneo error de juicio y se unirá al grupo del jugador. Un personaje jugador femenino tiene la opción de entablar una relación romántica con ella; Fuera de las opciones de juego, Revan es hombre y está vinculado románticamente con Bastila Shan dentro de la continuidad establecida de Star Wars Legends. Si Juhani es asesinado, un personaje femenino jedi no jugador, Belaya, se enojará por el giro de los acontecimientos y abandonará la Orden Jedi; se da a entender que Belaya tiene o tuvo anteriormente una relación con Juhani. Belaya reaparece más tarde como una Jedi Oscura caída y ataca al grupo de Revan en venganza.
Más allá de su misión secundaria que involucra vengarse de un traficante de esclavos que asesinó a sus padres, Juhani no juega un papel importante en la narrativa del juego después de su reclutamiento, aunque se volverá contra Revan junto con su compañero de grupo Jolee Bindo si el jugador elige volver a abrazar la posición original de su personaje como el Señor Oscuro de los Sith más adelante en el juego.

### Apariciones posteriores
Si bien se la muestra como un holograma en una escena de Star Wars: The Old Republic  y se la ha mencionado en algunos casos, Juhani no vuelve a aparecer en la serie de juegos. Ella es mencionada en varios libros de referencia de Star Wars, como Jedi vs. Sith: The Essential Guide to the Force y el segundo volumen de The Complete Star Wars Encyclopedia. Wizards of the Coast creó una miniatura para el personaje, junto con otros personajes de la serie Knights of the Old Republic, que se lanzó el 19 de agosto de 2008.
Juhani está disponible como personaje jugable para el juego móvil Star Wars: Galaxy of Heroes.

## Recepción
Juhani ha recibido una recepción mayoritariamente positiva por su aparición en Caballeros de la Antigua República. En un artículo escrito para Vulture Hound, Thomas Richard consideró a Juhani como un personaje conceptualmente interesante. Elogió la interpretación sutil de Taylor y señaló que Taylor "pronuncia sus líneas con un ronroneante acento ruso y un ritmo deliberado que, al mismo tiempo que presenta algunas diferencias perceptibles con lo que el oyente puede estar acostumbrado a escuchar de personas reales, le permite rastrear la personalidad de su personaje". emociones en conflicto con notable precisión". Opinó que ella transmitió con éxito la "lucha del personaje por comprender y controlar la ira en su corazón, el resentimiento, la culpa y el sentido interiorizado de insuficiencia causado por años de injusticia racial" exactamente cuando lo necesitaba. Rostislav Kurka de Sci Fi Fantasy Network opinó que la redención de Juhani fue afirmativa y resonó en los jugadores que luchan con problemas de identidad y la creencia de que "no tenían "razón" según los estándares de su sociedad".  Por el contrario, Robert Purchese de Eurogamer comentó que el arco de la historia de Juhani estaba relativamente inexplorado y que su subtrama romántica no estaba a la altura de los estándares habituales de BioWare. Comentó que si bien ella se sinceró con Revan sobre sus sentimientos, "la batalla final comienza y nunca hay tiempo para descubrir qué sucede después". UGO Networks consideró a Juhani como uno de los peores personajes del Universo expandido de Star Wars, argumentando que la única gracia salvadora de Juhani es su posible subtrama romántica, mientras que ella es un personaje insulso y sin sentido que supuestamente tiene poco poder en comparación con otros miembros del grupo Jedi y es "casi una nulidad en la historia".
Juhani ha recibido especial atención por su condición de personaje LGBT. El personaje a menudo aparece en discusiones sobre la historia de la representación LGBT y la representación de personajes queer en el universo de Star Wars. También fue el primer personaje LGBT en un videojuego producido por BioWare. David Silver, escritor invitado de VentureBeat, comentó que personajes como Juhani son un ejemplo de la influencia positiva de los personajes de videojuegos LGBT, ya que promueven la comprensión y representan a la comunidad LGBT de la vida real de una manera fuerte y positiva. Kurka considera a Juhani como una importante protagonista LGBTQ, y enfatiza que su aparición era notable en términos de toda la industria de los videojuegos, ya que no había muchos personajes LGBTQ en los videojuegos convencionales en ese momento. Complex clasificó a Juhani como el segundo personaje de videojuego LGBT más genial y opinó que su importancia debería inspirar algunas "letras de rap nerdcore sobre ella". The Advocate clasificó a Caballeros de la Antigua República en sexto lugar en su lista de videojuegos notables con contenido queer, citando el arco del personaje de Juhani como el motivo de la ubicación. David Gaider dijo que la aparición de Juhani en Caballeros de la Antigua República fue un momento decisivo que lo inspiró a escribir más contenido relacionado con los temas LGBT y abogar por una mayor inclusión en los proyectos de videojuegos posteriores de BioWare durante su empleo en la compañía.